# زولتان اوزورای شانکر
زولتان اوزورای شانکر (انگلیسی: Zoltán Ozoray Schenker; ۱۳ اکتبر ۱۸۸۰ – ۲۵ اوت ۱۹۶۶) شمشیرباز اهل مجارستان بود.